# 氣門
氣門（Spiracle；/ˈspɪrəkəl/ or /ˈspaɪərəkəl/，亦作）是動物是一個位於表面的細孔，通常通往其呼吸系統。

## 脊椎動物

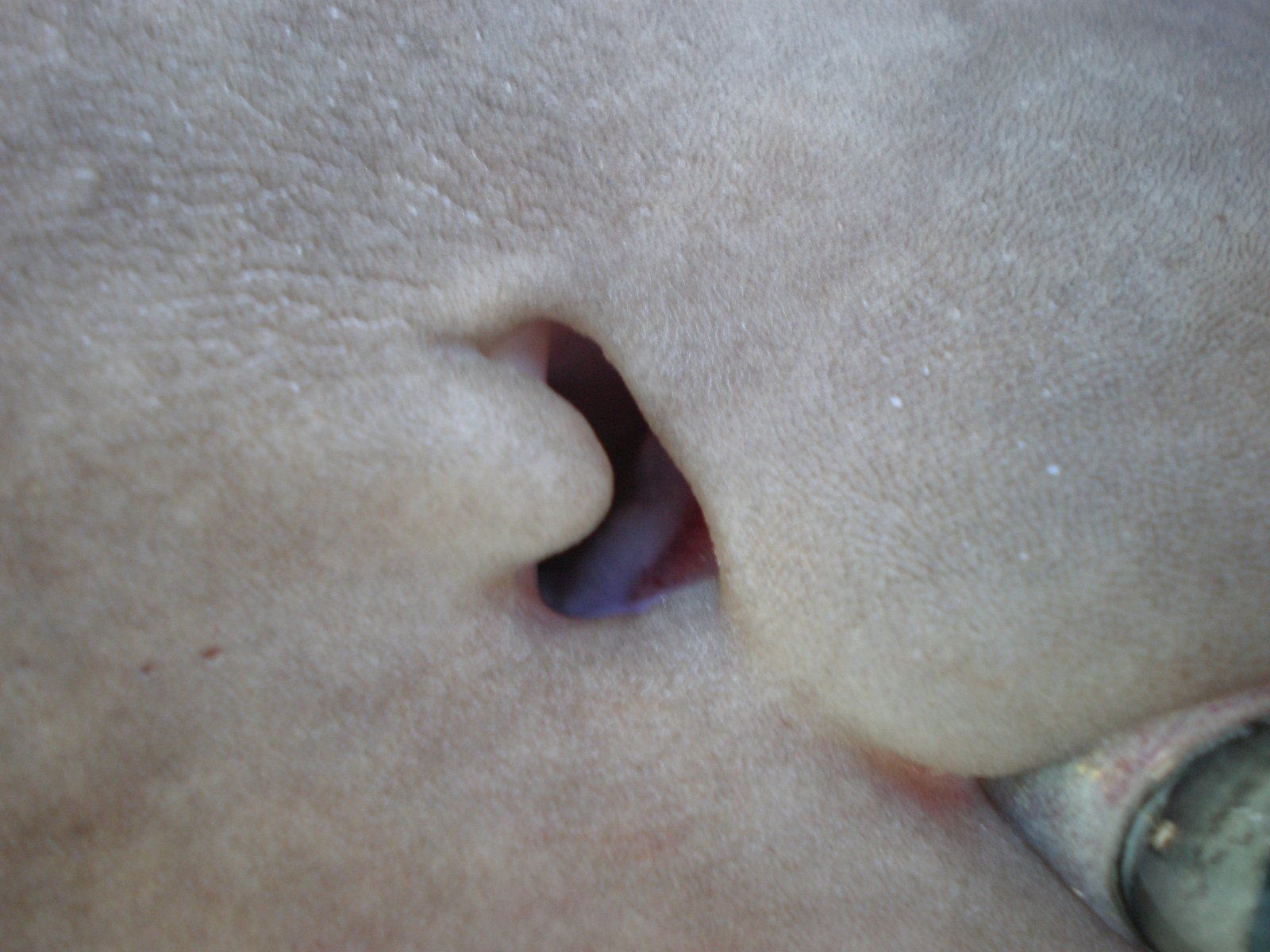
Spiracle of a shark (bighead spurdog, Squalus bucephalus)

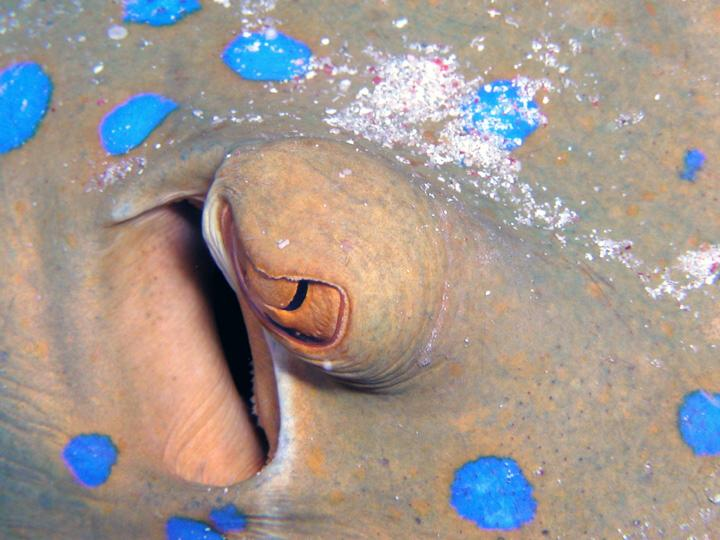
Spiracle of a bluespotted ribbontail ray, Taeniura lymma

在脊椎動物，其氣門一般位於眼睛之後，有些魚類還會通到其口部。
在原始的無頜總綱物種（Agnatha），其鰓位於口部之後的第一個開口跟其他開口基本上一樣；但隨着下頷的演化，這個開口在初期的有颔下门物種變成了在下頷和頭骨之間。這個開口隨着鰓的縮小隱藏，變成只剩下一個小孔。

## 節肢動物

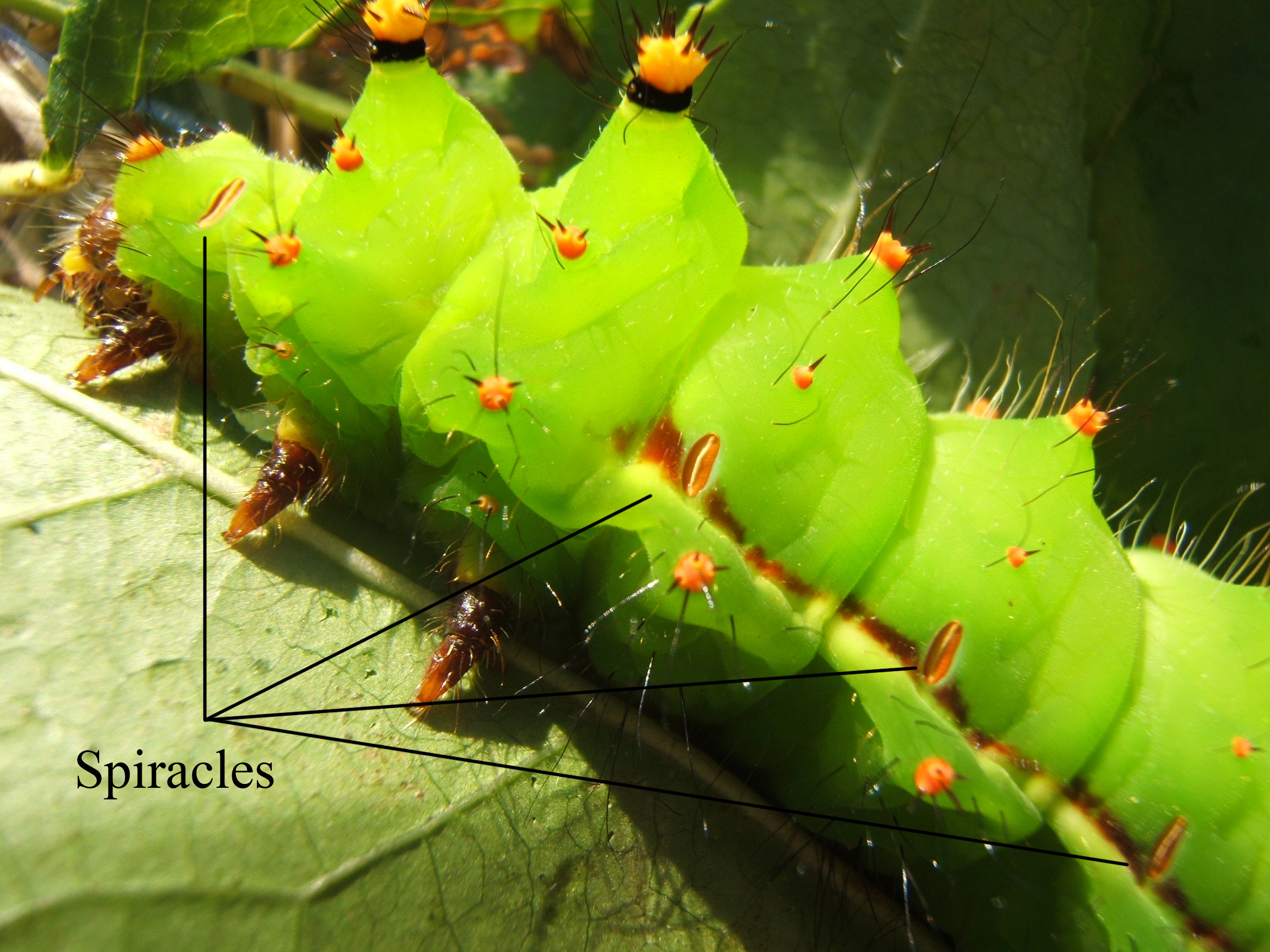
Indian moon moth (Actias selene) larva with some of the spiracles identified

在某些節肢動物物種，例如昆蟲及部分演化度較高的蜘蛛在其外骨骼有氣門，讓空氣可以進入其氣管。在昆蟲的呼吸系統，氣管的主要功用是把氧氣直接輸送到身體組織。所以氣門的有效開合，能夠防止水份流失。而透過控制一組由中央神經系統控制，環繞其氣門的肌肉，以及對外間化學刺激的反應，動物可以控制其氣門的開合。某些水生昆蟲利用類似的機制，可防止水份從其氣門侵入氣管。有些物種的氣門周圍還有細毛，以減少空氣流動從氣門抽走水份。
部份物種的分類以其氣門的所在而命名。例如：甲蟎亞目又名隱氣門亞目。